# Klostermühle Rösrath

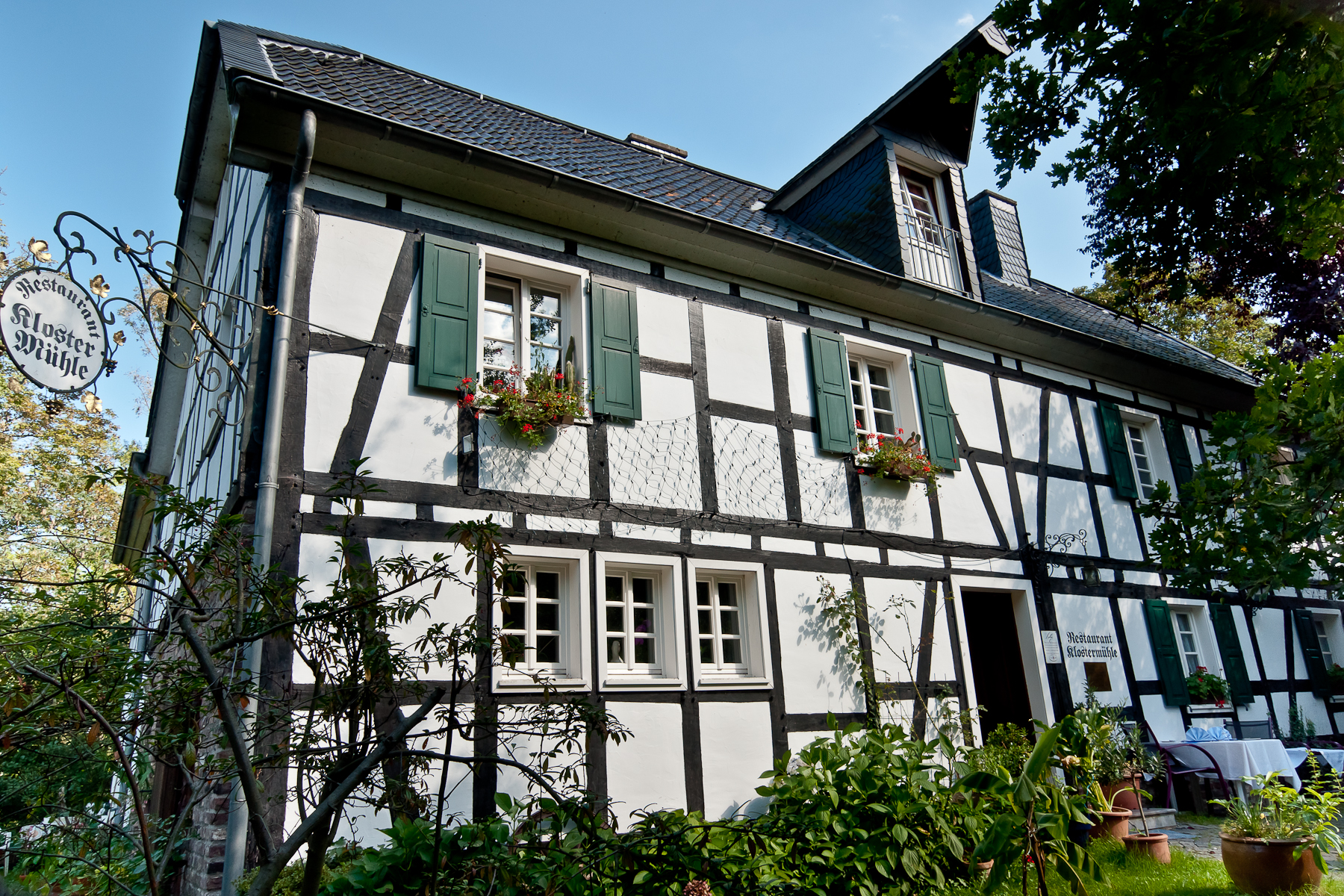
Die Klostermühle

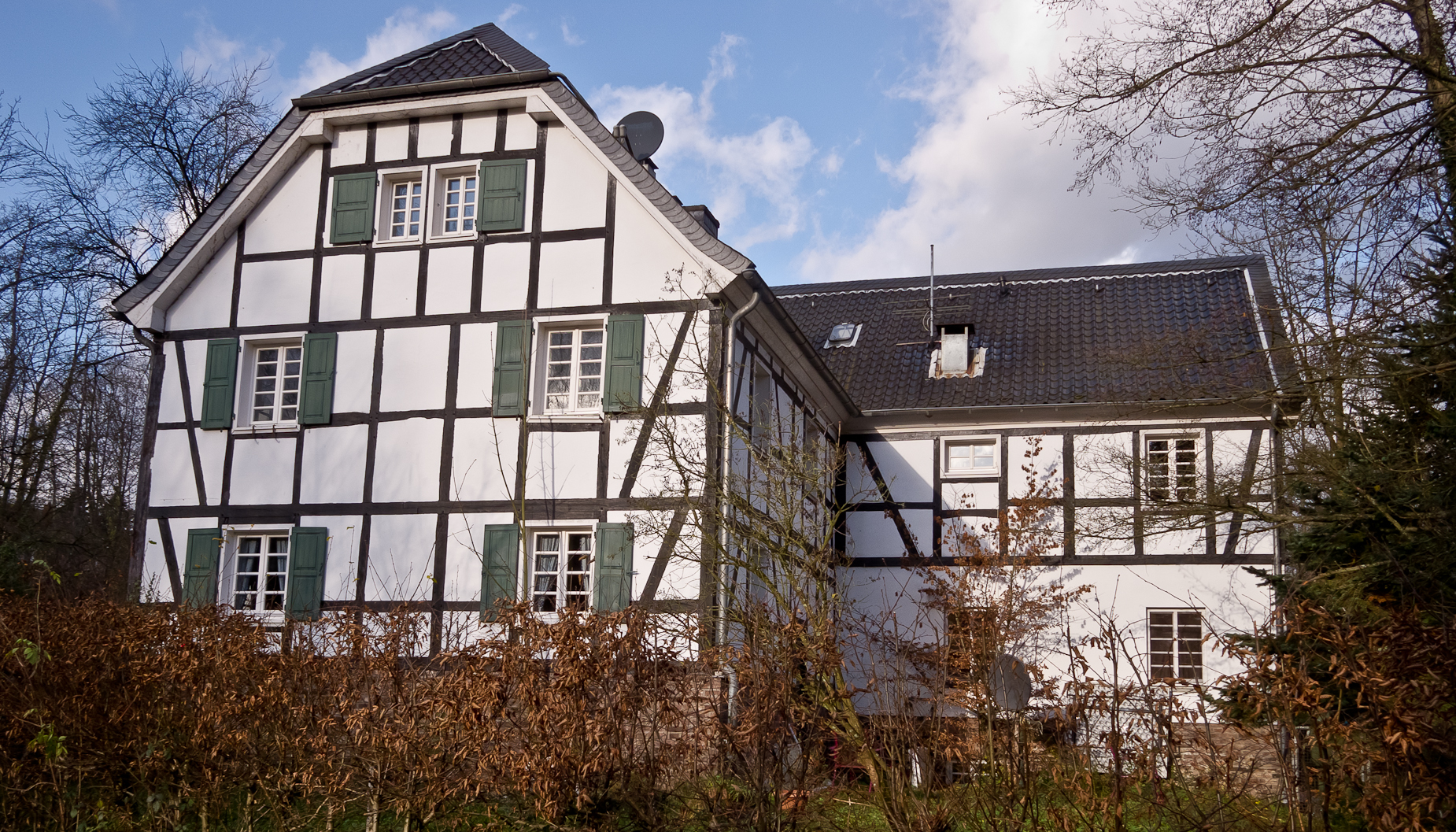
Ansicht von Süden

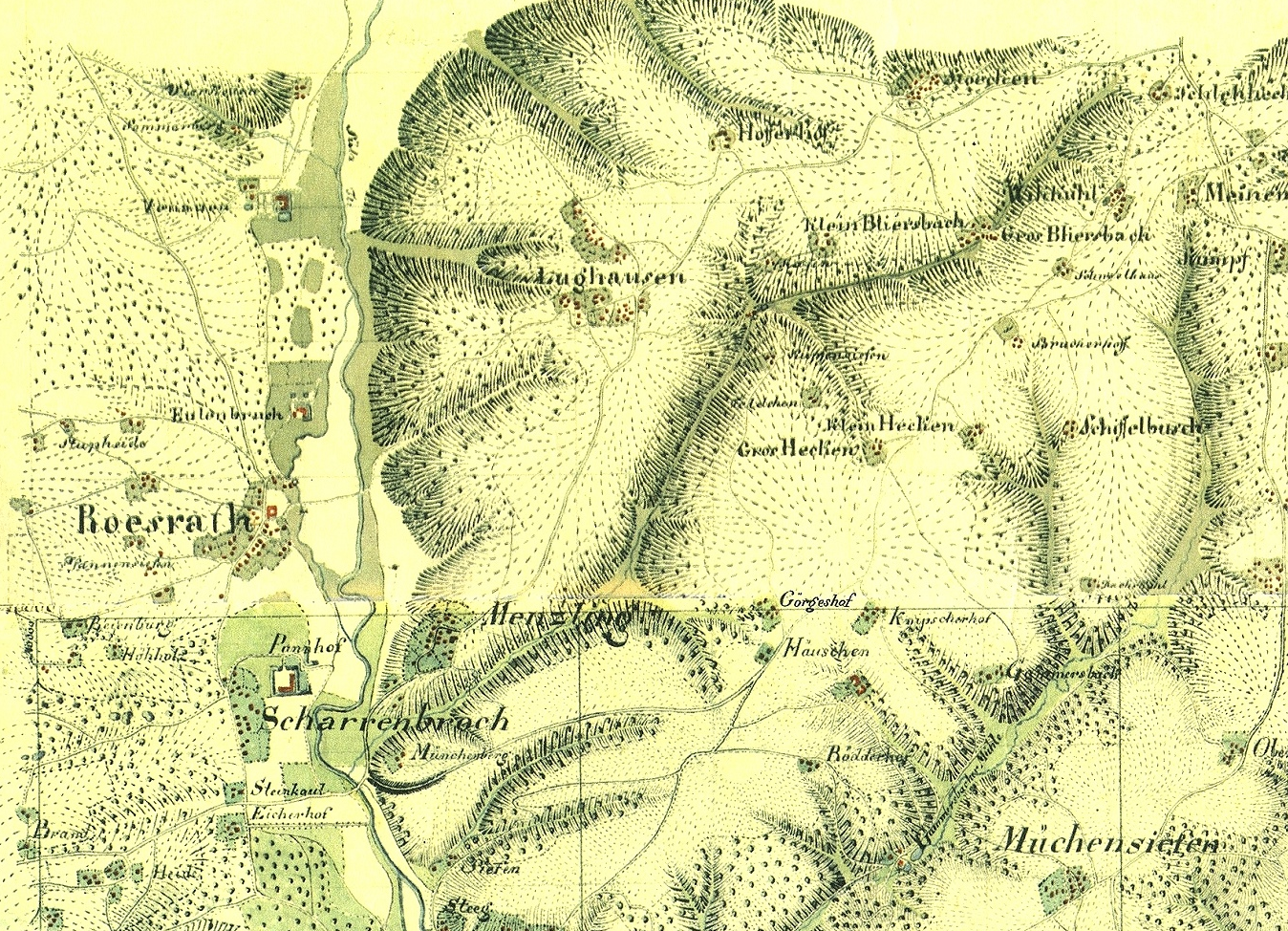
Ausschnitt aus der Tranchot-Karte

Die Klostermühle Rösrath ist ein denkmalgeschütztes Fachwerkhaus in Rösrath aus der Mitte des 18. Jahrhunderts.

## Baubeschreibung
Zweiflügeliger Fachwerkbau, zweigeschossig mit Krüppelwalmdach, 4:2 Fensterachsen, Sprossenfenster mit Schlagläden.

## Denkmalschutz
Die Klostermühle Rösrath wurde als Baudenkmal Nr. 19 in die Liste der denkmalgeschützten Bauwerke der Stadt Rösrath aufgenommen.

## Geschichte
Die Klostermühle ist seit dem 17. Jahrhundert belegt. Sie gehörte einst zum Haus Eulenbroich, das auf das 13. Jahrhundert zurückgeht. Vermutlich im 18. Jahrhundert ist sie an das Rösrather Augustinerkloster übergegangen. Wie die etwa 1820 entstandene Tranchot-Karte von Rösrath belegt, wurde die Mühle durch einen langen, nördlich des Herrenhauses von der Sülz abzweigenden Obergraben mit Betriebswasser versorgt. Über einen ebenfalls langgestreckten Untergraben wurde das Wasser wieder der Sülz zugeführt.
Die Getreidemühle wurde vermutlich im 19. Jahrhundert stillgelegt.
Das im allgemeinen Sprachgebrauch als Klostermühle bezeichnete Mühlengebäude wurde Mitte der 1970er Jahre wegen eines geplanten, dann doch nicht verwirklichten Straßenbauprojektes von der Adresse Alte Mühle 9 an seinen heutigen Standort Zum Eulenbroicher Auel 15, zwischen Kastanienallee und Mühlenbach, versetzt.

## Heutige Nutzung
Die Klostermühle Rösrath beherbergt seit mehr als 25 Jahren ein Feinschmeckerrestaurant mit Schwerpunkt belgisch-französische Küche.